# Hepatotoxina
Una hepatotoxina (del grec, hepato = fetge) és una substància química tòxica que dany al fetge
Pot ser un efecte secundari advers d'una medicació o trobar-se de manera natural com a microcistina o en ambients de laboratori.
Els efectes de les hepatotoxines depenen de la quantitat, punt d'entrada i velocitat de distribució de la toxina i de la salut de la persona.

## Algunes substàncies hepatotòxiques
- α-amanitina, toxina mortal que es troba a la farinera borda Amanita phalloides
- Aflatoxina
- tetraclorur de carboni
- alcaloides de pirrolizidina que es troben en moltes plantes com per exemple les de les famílies Boraginaceae, Compositae, i Leguminosae.
- Luteoskyrin
- alcohol al·lil, amiodarona, Aroclor 1254, arsènic, carbamazepina, dietilnitrosamine, dimethylformamida, diquat, etoposide, indometacina, metapirilen, metotrexat, monocrotalina, i 3-metilcolantren.[1]